# Interlands Qatarees voetbalelftal 2010-2019
Deze pagina toont een chronologisch en gedetailleerd overzicht van de interlands die het Qatarees voetbalelftal speelde in de periode 2010 – 2019.

## Interlands

### 2010
|                                                  |       |       |      |  |
| 2 januari Vriendschappelijk № «onderlinge duels» | Qatar | 0 – 0 | Mali |  |
| 2 januari Vriendschappelijk № «onderlinge duels» |       |       |      |  |

|                                                          |                                                                          |       |                 |                                                                                       |
| 3 maart Vriendschappelijk № «onderlinge duels» 19:45 uur | Slovenië                                                                 | 4 – 1 | Qatar           | Ljudski vrt Stadion, Maribor Toeschouwers: 5.500 Scheidsrechter: Pol van Boekel (NED) |
| 3 maart Vriendschappelijk № «onderlinge duels» 19:45 uur | Milivoje Novakovič 14' Boštjan Cesar 30' Andraž Kirm 34' Bojan Jokić 67' |       | 41' Fábio César | Ljudski vrt Stadion, Maribor Toeschouwers: 5.500 Scheidsrechter: Pol van Boekel (NED) |

|                                                              |                       |       |                        |                                                                                      |
| 10 augustus Vriendschappelijk № «onderlinge duels» 19:15 uur | Bosnië en Herzegovina | 1 – 1 | Qatar                  | Grbavica Stadion, Sarajevo Toeschouwers: 18.000 Scheidsrechter: Domagoj Vučkov (CRO) |
| 10 augustus Vriendschappelijk № «onderlinge duels» 19:15 uur | Vedad Ibišević 9'     |       | 58' (pen.) Wesam Rizik | Grbavica Stadion, Sarajevo Toeschouwers: 18.000 Scheidsrechter: Domagoj Vučkov (CRO) |

|                                                    |       |       |         |  |
| 3 september Vriendschappelijk № «onderlinge duels» | Qatar | 1 – 1 | Bahrein |  |
| 3 september Vriendschappelijk № «onderlinge duels» |       |       |         |  |

|                                                    |       |       |      |  |
| 7 september Vriendschappelijk № «onderlinge duels» | Qatar | 1 – 1 | Oman |  |
| 7 september Vriendschappelijk № «onderlinge duels» |       |       |      |  |

|                                                   |       |       |      |  |
| 12 oktober Vriendschappelijk № «onderlinge duels» | Qatar | 1 – 2 | Irak |  |
| 12 oktober Vriendschappelijk № «onderlinge duels» |       |       |      |  |

|                                                    |       |       |       |  |
| 18 november Vriendschappelijk № «onderlinge duels» | Qatar | 0 – 1 | Haïti |  |
| 18 november Vriendschappelijk № «onderlinge duels» |       |       |       |  |

|                                                    |         |       |       |  |
| 22 november Vriendschappelijk № «onderlinge duels» | Koeweit | 1 – 0 | Qatar |  |
| 22 november Vriendschappelijk № «onderlinge duels» |         |       |       |  |

|                                                    |       |       |       |  |
| 25 november Vriendschappelijk № «onderlinge duels» | Jemen | 1 – 2 | Qatar |  |
| 25 november Vriendschappelijk № «onderlinge duels» |       |       |       |  |

|                                                    |       |       |               |  |
| 28 november Vriendschappelijk № «onderlinge duels» | Qatar | 1 – 1 | Saoedi-Arabië |  |
| 28 november Vriendschappelijk № «onderlinge duels» |       |       |               |  |

|                                                    |       |       |        |  |
| 16 december Vriendschappelijk № «onderlinge duels» | Qatar | 2 – 1 | Egypte |  |
| 16 december Vriendschappelijk № «onderlinge duels» |       |       |        |  |

|                                                              |                                         |       |         |                                                                                    |
| 22 december Vriendschappelijk № «onderlinge duels» 18:00 uur | Qatar                                   | 2 – 0 | Estland | Khalifa Stadion, Doha Toeschouwers: onbekend Scheidsrechter: Carlo Bertolini (SUI) |
| 22 december Vriendschappelijk № «onderlinge duels» 18:00 uur | Sebastián Soria 37' Sebastián Soria 78' |       |         | Khalifa Stadion, Doha Toeschouwers: onbekend Scheidsrechter: Carlo Bertolini (SUI) |

|                                                    |       |       |      |  |
| 28 december Vriendschappelijk № «onderlinge duels» | Qatar | 0 – 0 | Iran |  |
| 28 december Vriendschappelijk № «onderlinge duels» |       |       |      |  |

|                                                    |       |       |             |  |
| 31 december Vriendschappelijk № «onderlinge duels» | Qatar | 0 – 1 | Noord-Korea |  |
| 31 december Vriendschappelijk № «onderlinge duels» |       |       |             |  |

### 2011
|                                         |       |       |             |  |
| 7 januari Azië Cup № «onderlinge duels» | Qatar | 0 – 2 | Oezbekistan |  |
| 7 januari Azië Cup № «onderlinge duels» |       |       |             |  |

|                                          |       |       |       |  |
| 12 januari Azië Cup № «onderlinge duels» | Qatar | 2 – 0 | China |  |
| 12 januari Azië Cup № «onderlinge duels» |       |       |       |  |

|                                          |       |       |         |  |
| 16 januari Azië Cup № «onderlinge duels» | Qatar | 3 – 0 | Koeweit |  |
| 16 januari Azië Cup № «onderlinge duels» |       |       |         |  |

|                                          |       |       |       |  |
| 21 januari Azië Cup № «onderlinge duels» | Qatar | 2 – 3 | Japan |  |
| 21 januari Azië Cup № «onderlinge duels» |       |       |       |  |

|                                                           |                    |       |                        |                                                                                          |
| 29 maart Vriendschappelijk № «onderlinge duels» 20:00 uur | Qatar              | 1 – 1 | Rusland                | Jassim Bin Hamad Stadion, Doha Toeschouwers: 10.000 Scheidsrechter: Marai Al Awaji (KSA) |
| 29 maart Vriendschappelijk № «onderlinge duels» 20:00 uur | Mohammed Kasola 4' |       | 34' Roman Pavlyuchenko | Jassim Bin Hamad Stadion, Doha Toeschouwers: 10.000 Scheidsrechter: Marai Al Awaji (KSA) |

|                                              |       |       |         |  |
| 23 juli WK-kwalificatie № «onderlinge duels» | Qatar | 3 – 0 | Vietnam |  |
| 23 juli WK-kwalificatie № «onderlinge duels» |       |       |         |  |

|                                              |         |       |       |  |
| 28 juli WK-kwalificatie № «onderlinge duels» | Vietnam | 2 – 1 | Qatar |  |
| 28 juli WK-kwalificatie № «onderlinge duels» |         |       |       |  |

|                                                    |       |       |      |  |
| 19 augustus Vriendschappelijk № «onderlinge duels» | Qatar | 0 – 1 | Irak |  |
| 19 augustus Vriendschappelijk № «onderlinge duels» |       |       |      |  |

|                                                    |                              |       |       |  |
| 25 augustus Vriendschappelijk № «onderlinge duels» | Verenigde Arabische Emiraten | 3 – 1 | Qatar |  |
| 25 augustus Vriendschappelijk № «onderlinge duels» |                              |       |       |  |

|                                                    |         |       |       |  |
| 2 september Vriendschappelijk № «onderlinge duels» | Bahrein | 0 – 0 | Qatar |  |
| 2 september Vriendschappelijk № «onderlinge duels» |         |       |       |  |

|                                                  |       |       |      |  |
| 6 september WK-kwalificatie № «onderlinge duels» | Qatar | 1 – 1 | Iran |  |
| 6 september WK-kwalificatie № «onderlinge duels» |       |       |      |  |

|                                                 |           |       |       |  |
| 11 oktober WK-kwalificatie № «onderlinge duels» | Indonesië | 2 – 3 | Qatar |  |
| 11 oktober WK-kwalificatie № «onderlinge duels» |           |       |       |  |

|                                                   |       |       |      |  |
| 4 november Vriendschappelijk № «onderlinge duels» | Qatar | 0 – 0 | Oman |  |
| 4 november Vriendschappelijk № «onderlinge duels» |       |       |      |  |

|                                                  |       |       |           |  |
| 11 november WK-kwalificatie № «onderlinge duels» | Qatar | 4 – 0 | Indonesië |  |
| 11 november WK-kwalificatie № «onderlinge duels» |       |       |           |  |

|                                                  |       |       |         |  |
| 15 november WK-kwalificatie № «onderlinge duels» | Qatar | 0 – 0 | Bahrein |  |
| 15 november WK-kwalificatie № «onderlinge duels» |       |       |         |  |

|                                                    |       |       |         |  |
| 10 december Vriendschappelijk № «onderlinge duels» | Qatar | 2 – 2 | Bahrein |  |
| 10 december Vriendschappelijk № «onderlinge duels» |       |       |         |  |

|                                                    |       |       |      |  |
| 16 december Vriendschappelijk № «onderlinge duels» | Qatar | 0 – 0 | Irak |  |
| 16 december Vriendschappelijk № «onderlinge duels» |       |       |      |  |

### 2012
|                                                  |      |       |       |  |
| 29 februari WK-kwalificatie № «onderlinge duels» | Iran | 2 – 2 | Qatar |  |
| 29 februari WK-kwalificatie № «onderlinge duels» |      |       |       |  |

|                                               |         |       |       |  |
| 22 mei Vriendschappelijk № «onderlinge duels» | Albanië | 2 – 1 | Qatar |  |
| 22 mei Vriendschappelijk № «onderlinge duels» |         |       |       |  |

|                                               |       |       |           |  |
| 28 mei Vriendschappelijk № «onderlinge duels» | Qatar | 0 – 0 | Palestina |  |
| 28 mei Vriendschappelijk № «onderlinge duels» |       |       |           |  |

|                                             |         |       |       |  |
| 3 juni WK-kwalificatie № «onderlinge duels» | Libanon | 0 – 1 | Qatar |  |
| 3 juni WK-kwalificatie № «onderlinge duels» |         |       |       |  |

|                                             |       |       |            |  |
| 8 juni WK-kwalificatie № «onderlinge duels» | Qatar | 1 – 4 | Zuid-Korea |  |
| 8 juni WK-kwalificatie № «onderlinge duels» |       |       |            |  |

|                                              |      |       |       |  |
| 12 juni WK-kwalificatie № «onderlinge duels» | Iran | 0 – 0 | Qatar |  |
| 12 juni WK-kwalificatie № «onderlinge duels» |      |       |       |  |

|                                                    |              |       |       |  |
| 6 september Vriendschappelijk № «onderlinge duels» | Tadzjikistan | 2 – 1 | Qatar |  |
| 6 september Vriendschappelijk № «onderlinge duels» |              |       |       |  |

|                                                  |       |       |          |  |
| 8 oktober Vriendschappelijk № «onderlinge duels» | Qatar | 1 – 1 | Jordanië |  |
| 8 oktober Vriendschappelijk № «onderlinge duels» |       |       |          |  |

|                                                 |       |       |             |  |
| 16 oktober WK-kwalificatie № «onderlinge duels» | Qatar | 0 – 1 | Oezbekistan |  |
| 16 oktober WK-kwalificatie № «onderlinge duels» |       |       |             |  |

|                                                   |       |       |      |  |
| 7 november Vriendschappelijk № «onderlinge duels» | Qatar | 2 – 1 | Irak |  |
| 7 november Vriendschappelijk № «onderlinge duels» |       |       |      |  |

|                                                  |       |       |         |  |
| 14 november WK-kwalificatie № «onderlinge duels» | Qatar | 1 – 0 | Libanon |  |
| 14 november WK-kwalificatie № «onderlinge duels» |       |       |         |  |

|                                                    |       |       |        |  |
| 28 december Vriendschappelijk № «onderlinge duels» | Qatar | 0 – 2 | Egypte |  |
| 28 december Vriendschappelijk № «onderlinge duels» |       |       |        |  |

### 2013
|                                                  |       |       |                              |  |
| 5 januari Vriendschappelijk № «onderlinge duels» | Qatar | 1 – 3 | Verenigde Arabische Emiraten |  |
| 5 januari Vriendschappelijk № «onderlinge duels» |       |       |                              |  |

|                                                  |      |       |       |  |
| 8 januari Vriendschappelijk № «onderlinge duels» | Oman | 1 – 2 | Qatar |  |
| 8 januari Vriendschappelijk № «onderlinge duels» |      |       |       |  |

|                                                   |         |       |       |  |
| 11 januari Vriendschappelijk № «onderlinge duels» | Bahrein | 1 – 0 | Qatar |  |
| 11 januari Vriendschappelijk № «onderlinge duels» |         |       |       |  |

|                                                   |       |       |         |  |
| 31 januari Vriendschappelijk № «onderlinge duels» | Qatar | 1 – 0 | Libanon |  |
| 31 januari Vriendschappelijk № «onderlinge duels» |       |       |         |  |

|                                                       |       |       |          |  |
| 6 februari Kwalificatie Azië Cup № «onderlinge duels» | Qatar | 2 – 0 | Maleisië |  |
| 6 februari Kwalificatie Azië Cup № «onderlinge duels» |       |       |          |  |

|                                                |       |       |        |  |
| 7 maart Vriendschappelijk № «onderlinge duels» | Qatar | 3 – 1 | Egypte |  |
| 7 maart Vriendschappelijk № «onderlinge duels» |       |       |        |  |

|                                                 |       |       |          |  |
| 17 maart Vriendschappelijk № «onderlinge duels» | Qatar | 1 – 0 | Thailand |  |
| 17 maart Vriendschappelijk № «onderlinge duels» |       |       |          |  |

|                                                     |         |       |       |  |
| 22 maart Kwalificatie Azië Cup № «onderlinge duels» | Bahrein | 1 – 0 | Qatar |  |
| 22 maart Kwalificatie Azië Cup № «onderlinge duels» |         |       |       |  |

|                                               |            |       |       |  |
| 26 maart WK-kwalificatie № «onderlinge duels» | Zuid-Korea | 2 – 1 | Qatar |  |
| 26 maart WK-kwalificatie № «onderlinge duels» |            |       |       |  |

|                                                 |       |       |           |  |
| 17 april Vriendschappelijk № «onderlinge duels» | Qatar | 2 – 0 | Palestina |  |
| 17 april Vriendschappelijk № «onderlinge duels» |       |       |           |  |

|                                                         |                                                                              |       |                     |                                                                                   |
| 24 mei Vriendschappelijk № «onderlinge duels» 19:00 uur | Qatar                                                                        | 3 – 1 | Letland             | Al-Sadd Stadion, Doha Toeschouwers: 1.000 Scheidsrechter: Sándor Andó-Szabó (HUN) |
| 24 mei Vriendschappelijk № «onderlinge duels» 19:00 uur | Ibrahim Majed Abdullmajed 35' Magid Mohammed Hassan 66' Jarallah Al Mari 81' |       | 22' Jurijs Žigajevs | Al-Sadd Stadion, Doha Toeschouwers: 1.000 Scheidsrechter: Sándor Andó-Szabó (HUN) |

|                                                         |                            |       |                   |                                                                             |
| 29 mei Vriendschappelijk № «onderlinge duels» 18:15 uur | Qatar                      | 1 – 1 | Azerbeidzjan      | Al-Sadd Stadion, Doha Toeschouwers: 6.408 Scheidsrechter: Wahid Salah (LIB) |
| 29 mei Vriendschappelijk № «onderlinge duels» 18:15 uur | Khalfan Ibrahim 33' (pen.) |       | 89' Rofat Dadaşov | Al-Sadd Stadion, Doha Toeschouwers: 6.408 Scheidsrechter: Wahid Salah (LIB) |

|                                             |       |       |      |  |
| 4 juni WK-kwalificatie № «onderlinge duels» | Qatar | 0 – 1 | Iran |  |
| 4 juni WK-kwalificatie № «onderlinge duels» |       |       |      |  |

|                                                          |       |       |             |  |
| 11 juni Vriendschappelijk № «onderlinge duels» 16:30 uur | Qatar | 0 – 0 | Noord-Korea |  |
| 11 juni Vriendschappelijk № «onderlinge duels» 16:30 uur |       |       |             |  |

|                                              |             |       |       |  |
| 18 juni WK-kwalificatie № «onderlinge duels» | Oezbekistan | 5 – 1 | Qatar |  |
| 18 juni WK-kwalificatie № «onderlinge duels» |             |       |       |  |

|                                                              |       |       |           |  |
| 5 september Vriendschappelijk № «onderlinge duels» 17:00 uur | Qatar | 3 – 0 | Mauritius |  |
| 5 september Vriendschappelijk № «onderlinge duels» 17:00 uur |       |       |           |  |

|                                                              |       |       |         |  |
| 9 september Vriendschappelijk № «onderlinge duels» 18:20 uur | Qatar | 1 – 1 | Libanon |  |
| 9 september Vriendschappelijk № «onderlinge duels» 18:20 uur |       |       |         |  |

|                                                            |       |       |         |  |
| 9 oktober Vriendschappelijk № «onderlinge duels» 19:30 uur | Qatar | 1 – 2 | Vietnam |  |
| 9 oktober Vriendschappelijk № «onderlinge duels» 19:30 uur |       |       |         |  |

|                                                       |       |       |       |  |
| 13 oktober Kwalificatie Azië Cup № «onderlinge duels» | Qatar | 6 – 0 | Jemen |  |
| 13 oktober Kwalificatie Azië Cup № «onderlinge duels» |       |       |       |  |

|                                                        |       |       |       |  |
| 15 november Kwalificatie Azië Cup № «onderlinge duels» | Jemen | 1 – 4 | Qatar |  |
| 15 november Kwalificatie Azië Cup № «onderlinge duels» |       |       |       |  |

|                                                        |          |                       |       |                                                                                     |
| 19 november Kwalificatie Azië Cup № «onderlinge duels» | Maleisië | 0 – 1                 | Qatar | Shah Alam Stadion, Shah Alam Toeschouwers: 4.079 Scheidsrechter: Kim Sang-Woo (KOR) |
| 19 november Kwalificatie Azië Cup № «onderlinge duels» |          | 65' Abdulkarim Al Ali |       | Shah Alam Stadion, Shah Alam Toeschouwers: 4.079 Scheidsrechter: Kim Sang-Woo (KOR) |

|                                                    |                  |       |                    |                                                                             |
| 20 december Vriendschappelijk № «onderlinge duels» | Qatar            | 1 – 1 | Bahrein            | Al-Sadd Stadion, Doha Toeschouwers: 5.000 Scheidsrechter: Adham Tumah (JOR) |
| 20 december Vriendschappelijk № «onderlinge duels» | Ali Al Mahdi 54' |       | 4' Faisal Bodahoom | Al-Sadd Stadion, Doha Toeschouwers: 5.000 Scheidsrechter: Adham Tumah (JOR) |

|                                                              |                   |       |           |                                                                         |
| 25 december Vriendschappelijk № «onderlinge duels» 16:30 uur | Qatar             | 1 – 0 | Palestina | Al-Sadd Stadion, Doha Toeschouwers: 4.720 Scheidsrechter: Di Wang (CHN) |
| 25 december Vriendschappelijk № «onderlinge duels» 16:30 uur | Muayed Hassan 90' |       |           | Al-Sadd Stadion, Doha Toeschouwers: 4.720 Scheidsrechter: Di Wang (CHN) |

### 2014
|                                                            |                                                             |       |         |                                                                                      |
| 4 januari Vriendschappelijk № «onderlinge duels» 16:30 uur | Qatar                                                       | 3 – 0 | Koeweit | Lekhwiya Sports Stadium Toeschouwers: 3.400 Scheidsrechter: Abdullah Al-Hilali (OMA) |
| 4 januari Vriendschappelijk № «onderlinge duels» 16:30 uur | Boualem Khoukhi 93' Boualem Khoukhi 112' Ali Assadalla 120' |       |         | Lekhwiya Sports Stadium Toeschouwers: 3.400 Scheidsrechter: Abdullah Al-Hilali (OMA) |

|                                                  |                                         |       |          |  |
| 7 januari Vriendschappelijk № «onderlinge duels» | Qatar                                   | 2 – 0 | Jordanië |  |
| 7 januari Vriendschappelijk № «onderlinge duels» | Boualem Khoukhi 52' Boualem Khoukhi 81' |       |          |  |

|                                                    |       |       |         |                                                                                     |
| 5 maart Kwalificatie Azië Cup № «onderlinge duels» | Qatar | 0 – 0 | Bahrein | Al Gharafastadion, Doha Toeschouwers: 12.878 Scheidsrechter: Fahad Al-Mirdasi (KSA) |
| 5 maart Kwalificatie Azië Cup № «onderlinge duels» |       |       |         | Al Gharafastadion, Doha Toeschouwers: 12.878 Scheidsrechter: Fahad Al-Mirdasi (KSA) |

|                                               |       |       |           | |
| 30 mei Vriendschappelijk № «onderlinge duels» | Qatar | 0 – 0 | Macedonië | Stadio Centro d`Italia-Manlio Scopigno, Rieti Toeschouwers: 200 Scheidsrechter: Paolo Tagliavento (ITA) |
| 30 mei Vriendschappelijk № «onderlinge duels» |       |       |           | Stadio Centro d`Italia-Manlio Scopigno, Rieti Toeschouwers: 200 Scheidsrechter: Paolo Tagliavento (ITA) |

|                                                |                                              |       |                                         |                                                                             |
| 14 juli Vriendschappelijk № «onderlinge duels» | Qatar                                        | 2 – 2 | Indonesië                               | Al-Wakra, al-Wakra Toeschouwers: 1.000 Scheidsrechter: Jameel Mohamed (BHR) |
| 14 juli Vriendschappelijk № «onderlinge duels» | Khaled Muftah 40' Abdulgadir Ilyas Bakur 54' |       | 1' Ricardo Salampessy 90' Irfan Bachdim | Al-Wakra, al-Wakra Toeschouwers: 1.000 Scheidsrechter: Jameel Mohamed (BHR) |

|                                                    |         |       |       |                                                                                     |
| 3 september Vriendschappelijk № «onderlinge duels» | Marokko | 0 – 0 | Qatar | Stade Mohamed V, Casablanca Toeschouwers: 9.500 Scheidsrechter: Boubou Traore (MLI) |
| 3 september Vriendschappelijk № «onderlinge duels» |         |       |       | Stade Mohamed V, Casablanca Toeschouwers: 9.500 Scheidsrechter: Boubou Traore (MLI) |

|                                                    |       |                                          |      |                                                                  |
| 9 september Vriendschappelijk № «onderlinge duels» | Qatar | 0 – 2                                    | Peru | Lekhwiya Sports Stadium, Doha Scheidsrechter: Marius Avram (ROU) |
| 9 september Vriendschappelijk № «onderlinge duels» |       | 84' Alexander Callens 88' Paolo Guerrero |      | Lekhwiya Sports Stadium, Doha Scheidsrechter: Marius Avram (ROU) |

|                                                  |                                                            |       |             |                                                                       |
| 6 oktober Vriendschappelijk № «onderlinge duels» | Qatar                                                      | 3 – 0 | Oezbekistan | Lekhwiya Sports Stadium, Doha Scheidsrechter: Sándor Andó-Szabó (HUN) |
| 6 oktober Vriendschappelijk № «onderlinge duels» | Sebastián Soria 18' Sebastián Soria 43' Meshal Abdulla 67' |       |             | Lekhwiya Sports Stadium, Doha Scheidsrechter: Sándor Andó-Szabó (HUN) |

|                                                  | |       |         |                                                                        |
| 9 oktober Vriendschappelijk № «onderlinge duels» | Qatar | 5 – 0 | Libanon | Lekhwiya Sports Stadium, Doha Scheidsrechter: Mohamed Al-Zarouni (UAE) |
| 9 oktober Vriendschappelijk № «onderlinge duels» | Meshal Abdulla 30' Meshal Abdulla 59' Ahmed Abdelmaqsoud 60' Abdulrahman Mohammed 74' Abdulrahman Abkar 83' |       |         | Lekhwiya Sports Stadium, Doha Scheidsrechter: Mohamed Al-Zarouni (UAE) |

|                                                   |                     |       |           |                                                                   |
| 14 oktober Vriendschappelijk № «onderlinge duels» | Qatar               | 1 – 0 | Australië | Lekhwiya Sports Stadium, Doha Scheidsrechter: Ahmad Ibrahim (JOR) |
| 14 oktober Vriendschappelijk № «onderlinge duels» | Khalfan Ibrahim 61' |       |           | Lekhwiya Sports Stadium, Doha Scheidsrechter: Ahmad Ibrahim (JOR) |

|                                                   |                                                                    |       |                         |                               |
| 6 november Vriendschappelijk № «onderlinge duels» | Qatar                                                              | 3 – 1 | Noord-Korea             | Lekhwiya Sports Stadium, Doha |
| 6 november Vriendschappelijk № «onderlinge duels» | Abdulgadir Ilyas Bakur 48' Boualem Khoukhi 50' Hasan Al-Haidos 57' |       | 76' (pen.) Jong Hyok-so | Lekhwiya Sports Stadium, Doha |

|                                                    |                       |       |                   |                                                                           |
| 13 november Vriendschappelijk № «onderlinge duels» | Saoedi-Arabië         | 1 – 1 | Qatar             | King Fahd International Stadium, Riyad Scheidsrechter: Ben Williams (AUS) |
| 13 november Vriendschappelijk № «onderlinge duels» | Fahad Al-Muwallad 37' |       | 53' Ibrahim Majid | King Fahd International Stadium, Riyad Scheidsrechter: Ben Williams (AUS) |

|                                                    |       |       |       |                                                                                |
| 16 november Vriendschappelijk № «onderlinge duels» | Jemen | 0 – 0 | Qatar | King Fahd International Stadium, Riyad Scheidsrechter: Yaqoob Abdul Baki (OMA) |
| 16 november Vriendschappelijk № «onderlinge duels» |       |       |       | King Fahd International Stadium, Riyad Scheidsrechter: Yaqoob Abdul Baki (OMA) |

|                                                    |         |       |       |                                                                                                |
| 19 november Vriendschappelijk № «onderlinge duels» | Bahrein | 0 – 0 | Qatar | Prince Abdullah al-Faisal Stadium, Jeddah Toeschouwers: 1.200 Scheidsrechter: Ali Shaban (KUW) |
| 19 november Vriendschappelijk № «onderlinge duels» |         |       |       | Prince Abdullah al-Faisal Stadium, Jeddah Toeschouwers: 1.200 Scheidsrechter: Ali Shaban (KUW) |

|                                                    |                        |       |                                                                |                                                                             |
| 23 november Vriendschappelijk № «onderlinge duels» | Oman                   | 1 – 3 | Qatar                                                          | King Fahd International Stadium, Jeddah Scheidsrechter: Marcin Borski (POL) |
| 23 november Vriendschappelijk № «onderlinge duels» | Raed Ibrahim Saleh 24' |       | 36' (pen.) Hasan Al-Haidos 59' Ali Assadalla 67' Ali Assadalla | King Fahd International Stadium, Jeddah Scheidsrechter: Marcin Borski (POL) |

|                                                    |                  |       |                                            |                                                                                                   |
| 26 november Vriendschappelijk № «onderlinge duels» | Saoedi-Arabië    | 1 – 2 | Qatar                                      | King Fahd International Stadium, Jeddah Toeschouwers: 60.000 Scheidsrechter: Mohanad Sarray (IRQ) |
| 26 november Vriendschappelijk № «onderlinge duels» | Saud Khariri 16' |       | 18' Almahdi Ali Mukhtar 58' Boualem Khoukh | King Fahd International Stadium, Jeddah Toeschouwers: 60.000 Scheidsrechter: Mohanad Sarray (IRQ) |

|                                                    |                                                                |       |         |                                                                |
| 27 december Vriendschappelijk № «onderlinge duels» | Qatar                                                          | 3 – 0 | Estland | Lekhwiya Sports Stadium, Doha Scheidsrechter: Ali Shaban (KUW) |
| 27 december Vriendschappelijk № «onderlinge duels» | Mohammed Muntari 23' Abdelkarim Hassan 30' Ismail Mohammed 36' |       |         | Lekhwiya Sports Stadium, Doha Scheidsrechter: Ali Shaban (KUW) |

|                                                    |                                                           |       |                                              |                            |
| 31 december Vriendschappelijk № «onderlinge duels» | Qatar                                                     | 2 – 2 | Oman                                         | Canberra Stadium, Canberra |
| 31 december Vriendschappelijk № «onderlinge duels» | Mohammed Tresor Abdullah 58' Mohammed Tresor Abdullah 60' |       | 11' Abdulaziz Al-Muqbali 27' Jaber Al-Owaisi | Canberra Stadium, Canberra |

### 2015
| Aziatisch kampioenschap 2015 |
| ---------------------------- |

|                                                               |                                                                     |       |                     |                                                                                     |
| 11 januari Aziatisch kampioenschap Groep C «onderlinge duels» | Verenigde Arabische Emiraten                                        | 4 – 1 | Qatar               | Canberra Stadium, Canberra Toeschouwers: 5.531 Scheidsrechter: Kim Yong-hyeok (KOR) |
| 11 januari Aziatisch kampioenschap Groep C «onderlinge duels» | Ahmed Khalil 37' Ahmed Khalil 52' Ali Mabkhout 56' Ali Mabkhout 89' |       | 22' Khalfan Ibrahim | Canberra Stadium, Canberra Toeschouwers: 5.531 Scheidsrechter: Kim Yong-hyeok (KOR) |

|                                                               |       |                   |      |                                                                                |
| 15 januari Aziatisch kampioenschap Groep C «onderlinge duels» | Qatar | 0 – 1             | Iran | ANZ Stadium, Sydney Toeschouwers: 22.672 Scheidsrechter: Ravshan Irmatov (UZB) |
| 15 januari Aziatisch kampioenschap Groep C «onderlinge duels» |       | 52' Sardar Azmoun |      | ANZ Stadium, Sydney Toeschouwers: 22.672 Scheidsrechter: Ravshan Irmatov (UZB) |

|                                                               |                      |       |                                 |                                                                                  |
| 19 januari Aziatisch kampioenschap Groep C «onderlinge duels» | Qatar                | 1 – 2 | Bahrein                         | ANZ Stadium, Sydney Toeschouwers: 4.841 Scheidsrechter: Abdullah Al-Hilali (OMA) |
| 19 januari Aziatisch kampioenschap Groep C «onderlinge duels» | Hassan Al-Haidos 68' |       | 35' Sayed Saeed 82' Sayed Ahmed | ANZ Stadium, Sydney Toeschouwers: 4.841 Scheidsrechter: Abdullah Al-Hilali (OMA) |

|  |  |  |  |  |  |  |  |  |

|                                               |                   |       |          |                                                                                         |
| 26 maart Vriendschappelijk «onderlinge duels» | Qatar             | 1 – 0 | Algerije | Lekhwiya Sports Stadium, Doha Toeschouwers: 6.000 Scheidsrechter: Ravshan Irmatov (UZB) |
| 26 maart Vriendschappelijk «onderlinge duels» | Ali Assadalla 32' |       |          | Lekhwiya Sports Stadium, Doha Toeschouwers: 6.000 Scheidsrechter: Ravshan Irmatov (UZB) |

|                                               |                         |       |          |                                                                                    |
| 30 maart Vriendschappelijk «onderlinge duels» | Qatar                   | 1 – 0 | Slovenië | Jassim bin Hamadstadion, Doha Toeschouwers: 200 Scheidsrechter: Kim Sang-woo (KOR) |
| 30 maart Vriendschappelijk «onderlinge duels» | Abdelkarim Fadlalla 46' |       |          | Jassim bin Hamadstadion, Doha Toeschouwers: 200 Scheidsrechter: Kim Sang-woo (KOR) |

|                                             |                   |       |                   |                                                                                   |
| 31 mei Vriendschappelijk «onderlinge duels» | Noord-Ierland     | 1 – 1 | Qatar             | Alexandra Stadium, Crewe Toeschouwers: 3.022 Scheidsrechter: Michael Oliver (ENG) |
| 31 mei Vriendschappelijk «onderlinge duels» | Stuart Dallas 46' |       | 70' Karim Boudiaf | Alexandra Stadium, Crewe Toeschouwers: 3.022 Scheidsrechter: Michael Oliver (ENG) |

|                                                       |                  |       |       |                                                                                                |
| 5 juni Vriendschappelijk «onderlinge duels» 20:45 uur | Schotland        | 1 – 0 | Qatar | Easter Road Stadium, Edinburgh Toeschouwers: 14.270 Scheidsrechter: Sébastien Delferière (BEL) |
| 5 juni Vriendschappelijk «onderlinge duels» 20:45 uur | Matt Ritchie 41' |       |       | Easter Road Stadium, Edinburgh Toeschouwers: 14.270 Scheidsrechter: Sébastien Delferière (BEL) |

|                                                                   |           |                      |       |                                                                              |
| 11 juni Kwalificatie WK 2018 Groep C «onderlinge duels» 17:00 uur | Malediven | 0 – 1                | Qatar | Rasmee Dhandu, Malé Toeschouwers: 9.000 Scheidsrechter: Yudai Yamamoto (JPN) |
| 11 juni Kwalificatie WK 2018 Groep C «onderlinge duels» 17:00 uur |           | 90+9' Ahmed El Sayed |       | Rasmee Dhandu, Malé Toeschouwers: 9.000 Scheidsrechter: Yudai Yamamoto (JPN) |

|                                                                       | |        |        |                                                                                            |
| 3 september Kwalificatie WK 2018 Groep C «onderlinge duels» 19:00 uur | Qatar | 15 – 0 | Bhutan | Jassim Bin Hamad Stadion, Doha Toeschouwers: 2.022 Scheidsrechter: Mohammad Abu Loum (JOR) |
| 3 september Kwalificatie WK 2018 Groep C «onderlinge duels» 19:00 uur | Mohammed Musa 8' Mohammed Kasola 18' Ali Assadalla 21' Hasan Al-Haidos 25' Mohammed Musa 28' Mohammed Muntari 38' Mohammed Muntari 41' Ali Assadalla 45' Mohammed Muntari 48' Akram Afif 56' Boualem Khoukhi 62' Ali Assadalla 63' Boualem Khoukhi 70' Ismail Mohammed 75' Hasan Al-Haidos 87' |        |        | Jassim Bin Hamad Stadion, Doha Toeschouwers: 2.022 Scheidsrechter: Mohammad Abu Loum (JOR) |

|                                                                       |                                 |       |                                                           |                                                                                 |
| 8 september Kwalificatie WK 2018 Groep C «onderlinge duels» 20:00 uur | Hongkong                        | 2 – 3 | Qatar                                                     | Mong Kokstadion, Kowloon Toeschouwers: 6.396 Scheidsrechter: Kim Sang-woo (KOR) |
| 8 september Kwalificatie WK 2018 Groep C «onderlinge duels» 20:00 uur | Bai He 87' Godfred Karikari 89' |       | 22' Karim Boudiaf 62' Abdelkarim Hassan 84' Mohammed Musa | Mong Kokstadion, Kowloon Toeschouwers: 6.396 Scheidsrechter: Kim Sang-woo (KOR) |

|                                                                     |                   |       |       |                                                                                      |
| 8 oktober Kwalificatie WK 2018 Groep C «onderlinge duels» 18:30 uur | Qatar             | 1 – 0 | China | Jassim Bin Hamadstadion, Doha Toeschouwers: 7.730 Scheidsrechter: Ko Hyung-jin (KOR) |
| 8 oktober Kwalificatie WK 2018 Groep C «onderlinge duels» 18:30 uur | Karim Boudiaf 22' |       |       | Jassim Bin Hamadstadion, Doha Toeschouwers: 7.730 Scheidsrechter: Ko Hyung-jin (KOR) |

|                                                                      |                                                                                 |       |           |                                                                                      |
| 13 oktober Kwalificatie WK 2018 Groep C «onderlinge duels» 18:30 uur | Qatar                                                                           | 4 – 0 | Malediven | Jassim Bin Hamadstadion, Doha Toeschouwers: 4.006 Scheidsrechter: Ahmed Al-Kaf (OMA) |
| 13 oktober Kwalificatie WK 2018 Groep C «onderlinge duels» 18:30 uur | Boualem Khoukhi 28' Mohammed Kasola 69' Boualem Khoukhi 70' Mohammed Musa 90+2' |       |           | Jassim Bin Hamadstadion, Doha Toeschouwers: 4.006 Scheidsrechter: Ahmed Al-Kaf (OMA) |

|                                                  |                  |       |                               |                                                                                    |
| 13 november Vriendschappelijk «onderlinge duels» | Qatar            | 1 – 2 | Turkije                       | Jassim Bin Hamadstadion, Doha Toeschouwers: 7.108 Scheidsrechter: István Vad (HUN) |
| 13 november Vriendschappelijk «onderlinge duels» | Ali Asadalla 26' |       | 69' Arda Turan 72' Cenk Tosun | Jassim Bin Hamadstadion, Doha Toeschouwers: 7.108 Scheidsrechter: István Vad (HUN) |

|                                                                       |        |                                                                |       |                                                                                          |
| 17 november Kwalificatie WK 2018 Groep C «onderlinge duels» 18:00 uur | Bhutan | 0 – 3                                                          | Qatar | Changlimithangstadion, Thimphu Toeschouwers: 4.128 Scheidsrechter: Ilgiz Tantasjev (UZB) |
| 17 november Kwalificatie WK 2018 Groep C «onderlinge duels» 18:00 uur |        | 22' Mohammed Muntari 35' Hassan Al-Haidos 90' Hassan Al-Haidos |       | Changlimithangstadion, Thimphu Toeschouwers: 4.128 Scheidsrechter: Ilgiz Tantasjev (UZB) |

### 2016
|                                                                    |                                          |       |          |                                                                                            |
| 24 maart Kwalificatie WK 2018 Groep C «onderlinge duels» 19:00 uur | Qatar                                    | 2 – 0 | Hongkong | Jassim Bin Hamadstadion, Doha Toeschouwers: 10.170 Scheidsrechter: Dmitry Mashentsev (KGZ) |
| 24 maart Kwalificatie WK 2018 Groep C «onderlinge duels» 19:00 uur | Hassan Al-Haidos 20' Sebastián Soria 87' |       |          | Jassim Bin Hamadstadion, Doha Toeschouwers: 10.170 Scheidsrechter: Dmitry Mashentsev (KGZ) |

|                                                                    |                            |       |       |                                                                                          |
| 29 maart Kwalificatie WK 2018 Groep C «onderlinge duels» 19:30 uur | China                      | 2 – 0 | Qatar | Zhuquestadion, Xi'an Toeschouwers: 46.718 Scheidsrechter: Mohd Amirul Izwan Yaacob (MAS) |
| 29 maart Kwalificatie WK 2018 Groep C «onderlinge duels» 19:30 uur | Huang Bowen 57' Wu Lei 89' |       |       | Zhuquestadion, Xi'an Toeschouwers: 46.718 Scheidsrechter: Mohd Amirul Izwan Yaacob (MAS) |

|                                                         |                                                       |       |                      |                                                                                   |
| 29 mei Vriendschappelijk № «onderlinge duels» 17:30 uur | Albanië                                               | 3 – 1 | Qatar                | Profertil Arena, Hartberg Toeschouwers: ?? Scheidsrechter: Alexander Harkam (AUT) |
| 29 mei Vriendschappelijk № «onderlinge duels» 17:30 uur | Arlind Ajeti 24' Ermir Lenjani 40' Armando Sadiku 64' |       | 2' Abdelkarim Hassan | Profertil Arena, Hartberg Toeschouwers: ?? Scheidsrechter: Alexander Harkam (AUT) |

|                                                              |                                                                  |       |          |                                                                                      |
| 25 augustus Vriendschappelijk № «onderlinge duels» 20:00 uur | Qatar                                                            | 3 – 0 | Thailand | Jassim Bin Hamad Stadion, Doha Toeschouwers: ?? Scheidsrechter: Ammar Mahfoodh (QAT) |
| 25 augustus Vriendschappelijk № «onderlinge duels» 20:00 uur | Hasan Al-Haidos 8' (pen.) Rodrigo Tabata 62' Hasan Al-Haidos 77' |       |          | Jassim Bin Hamad Stadion, Doha Toeschouwers: ?? Scheidsrechter: Ammar Mahfoodh (QAT) |

|                                                               |                                                             |       |        |                                                                                       |
| 29 september Vriendschappelijk № «onderlinge duels» 20:00 uur | Qatar                                                       | 3 – 0 | Servië | Jassim Bin Hamad Stadion, Doha Toeschouwers: — Scheidsrechter: Adrien Jaccottet (SUI) |
| 29 september Vriendschappelijk № «onderlinge duels» 20:00 uur | Sebastián Soria 24' Sebastián Soria 30' Sebastián Soria 43' |       |        | Jassim Bin Hamad Stadion, Doha Toeschouwers: — Scheidsrechter: Adrien Jaccottet (SUI) |

|                                                              |                                              |       |                             |                                                                                         |
| 11 november Vriendschappelijk № «onderlinge duels» 18:00 uur | Qatar                                        | 2 – 1 | Rusland                     | Jassim Bin Hamad Stadion, Doha Toeschouwers: 4.503 Scheidsrechter: Cristian Balaj (ROM) |
| 11 november Vriendschappelijk № «onderlinge duels» 18:00 uur | Boualem Khoukhi 35' (pen.) Karim Boudiaf 72' |       | 5' (pen.) Aleksandr Samedov | Jassim Bin Hamad Stadion, Doha Toeschouwers: 4.503 Scheidsrechter: Cristian Balaj (ROM) |

|                                                                         |       |       |       |                                                                                               |
| 15 november Kwalificatie WK 2018 Groep A № «onderlinge duels» 18:30 uur | China | 0 – 0 | Qatar | Tuodongstadion, Kunming Toeschouwers: 32.763 Scheidsrechter: Mohanad Qasim Eesee Sarray (MAS) |
| 15 november Kwalificatie WK 2018 Groep A № «onderlinge duels» 18:30 uur |       |       |       | Tuodongstadion, Kunming Toeschouwers: 32.763 Scheidsrechter: Mohanad Qasim Eesee Sarray (MAS) |

### 2017
|                                                             |                    |       |                     |                                                                     |
| 17 januari Vriendschappelijk № «onderlinge duels» 20:45 uur | Qatar              | 1 – 1 | Moldavië            | Jassim Bin Hamadstadion, Doha Scheidsrechter: Omar Al-Yaqoubi (VAE) |
| 17 januari Vriendschappelijk № «onderlinge duels» 20:45 uur | Sebastían Soria 3' |       | 24' Andrei Cojocari | Jassim Bin Hamadstadion, Doha Scheidsrechter: Omar Al-Yaqoubi (VAE) |

|                                                          |                  |       |                                        |                                                                   |
| 9 maart Vriendschappelijk № «onderlinge duels» 20:45 uur | Qatar            | 1 – 2 | Azerbeidzjan                           | Jassim Bin Hamadstadion, Doha Scheidsrechter: Ferenc Karakó (HUN) |
| 9 maart Vriendschappelijk № «onderlinge duels» 20:45 uur | Ali Asadalla 55' |       | 52' Tərlan Quliyev 62' Araz Abdullayev | Jassim Bin Hamadstadion, Doha Scheidsrechter: Ferenc Karakó (HUN) |

|                                                                    |       |                  |      |                                                                                       |
| 23 maart Kwalificatie WK 2018 Groep A «onderlinge duels» 19:00 uur | Qatar | 0 – 1            | Iran | Jassim Bin Hamadstadion, Doha Toeschouwers: 10.237 Scheidsrechter: Kwok Man Liu (HKG) |
| 23 maart Kwalificatie WK 2018 Groep A «onderlinge duels» 19:00 uur |       | 52' Mehdi Taremi |      | Jassim Bin Hamadstadion, Doha Toeschouwers: 10.237 Scheidsrechter: Kwok Man Liu (HKG) |

|                                                                    |                  |       |       |                                                                                                  |
| 28 maart Kwalificatie WK 2018 Groep A «onderlinge duels» 18:00 uur | Oezbekistan      | 1 – 0 | Qatar | Bunyodkorstadion, Tasjkent Toeschouwers: 19.000 Scheidsrechter: Mohanad Qasim Eesee Sarray (IRQ) |
| 28 maart Kwalificatie WK 2018 Groep A «onderlinge duels» 18:00 uur | Odil Ahmedov 65' |       |       | Bunyodkorstadion, Tasjkent Toeschouwers: 19.000 Scheidsrechter: Mohanad Qasim Eesee Sarray (IRQ) |

|                                                       |                                      |       |                                     |                                                                   |
| 6 juni Vriendschappelijk «onderlinge duels» 21:00 uur | Qatar                                | 2 – 2 | Noord-Korea                         | Jassim Bin Hamadstadion, Doha Scheidsrechter: Milorad Mažić (SRB) |
| 6 juni Vriendschappelijk «onderlinge duels» 21:00 uur | Abdelkarim Hassan 32' Akram Afif 55' |       | 63' Pak Kwang-ryong 72' Kim Yu-song | Jassim Bin Hamadstadion, Doha Scheidsrechter: Milorad Mažić (SRB) |

|                                                                   |                                                        |       |                                      |                                                                                                |
| 13 juni Kwalificatie WK 2018 Groep A «onderlinge duels» 20:45 uur | Qatar                                                  | 3 – 2 | Zuid-Korea                           | Jassim Bin Hamadstadion, Doha Toeschouwers: 5.373 Scheidsrechter: Hettikamkanamge Perera (SRI) |
| 13 juni Kwalificatie WK 2018 Groep A «onderlinge duels» 20:45 uur | Hasan Al-Haidos 25' Akram Afif 51' Hasan Al-Haidos 74' |       | 62' Ki Sung-yueng 70' Hwang Hee-chan | Jassim Bin Hamadstadion, Doha Toeschouwers: 5.373 Scheidsrechter: Hettikamkanamge Perera (SRI) |

|                                                            |                                                  |       |                   |                                                               |
| 23 augustus Vriendschappelijk «onderlinge duels» 20:00 uur | Qatar                                            | 2 – 1 | Turkmenistan      | Grand Hamadstadion, Doha Scheidsrechter: Qasim Al-Hatmi (OMA) |
| 23 augustus Vriendschappelijk «onderlinge duels» 20:00 uur | Hassan Al-Haidos 17' Hassan Al-Haidos 64' (pen.) |       | 67' Resul Hojaýew | Grand Hamadstadion, Doha Scheidsrechter: Qasim Al-Hatmi (OMA) |

|                                                                       |                                                         |       |                   |                                                                              |
| 31 augustus Kwalificatie WK 2018 Groep A «onderlinge duels» 20:00 uur | Syrië                                                   | 3 – 1 | Qatar             | Hang Jebatstadion, Malakka Toeschouwers: 300 Scheidsrechter: Ali Sabah (IRQ) |
| 31 augustus Kwalificatie WK 2018 Groep A «onderlinge duels» 20:00 uur | Omar Kharbin 7' Omar Kharbin 54' Mahmoud Al-Mawas 90+5' |       | 35' Ali Assadalla | Hang Jebatstadion, Malakka Toeschouwers: 300 Scheidsrechter: Ali Sabah (IRQ) |

|                                                                       |                |       |                         |                                                                                            |
| 5 september Kwalificatie WK 2018 Groep A «onderlinge duels» 18:00 uur | Qatar          | 1 – 2 | China                   | Khalifa International Stadium, Doha Toeschouwers: 5.686 Scheidsrechter: Ahmed Al-Kaf (OMA) |
| 5 september Kwalificatie WK 2018 Groep A «onderlinge duels» 18:00 uur | Akram Afif 47' |       | 74' Xiao Zhi 83' Wu Lei | Khalifa International Stadium, Doha Toeschouwers: 5.686 Scheidsrechter: Ahmed Al-Kaf (OMA) |

|                                                          |                                                            |       |                 |                                                               |
| 5 oktober Vriendschappelijk «onderlinge duels» 18:00 uur | Qatar                                                      | 3 – 1 | Singapore       | Jassim bin Hamadstadion, Doha Scheidsrechter: Ali Sabah (IRQ) |
| 5 oktober Vriendschappelijk «onderlinge duels» 18:00 uur | Almoez Abdulla 39' Almoez Abdulla 52' Ahmed Al-Aaeldin 82' |       | 53' Faris Ramli | Jassim bin Hamadstadion, Doha Scheidsrechter: Ali Sabah (IRQ) |

|                                                           |                     |       |                                   |                                                                                           |
| 10 oktober Vriendschappelijk «onderlinge duels» 18:00 uur | Qatar               | 1 – 2 | Curaçao                           | Jassim bin Hamadstadion, Doha Toeschouwers: 100 Scheidsrechter: Mahmood Al-Majarafi (OMA) |
| 10 oktober Vriendschappelijk «onderlinge duels» 18:00 uur | Hasan Al-Haidos 28' |       | 36' Leandro Bacuna 70' Elson Hooi | Jassim bin Hamadstadion, Doha Toeschouwers: 100 Scheidsrechter: Mahmood Al-Majarafi (OMA) |

|                                                            |       |                   |          |                                                                                         |
| 11 november Vriendschappelijk «onderlinge duels» 15:45 uur | Qatar | 0 – 1             | Tsjechië | Abdullah Khalifastadion, Doha Toeschouwers: 3.000 Scheidsrechter: Sherzod Kasimov (UZB) |
| 11 november Vriendschappelijk «onderlinge duels» 15:45 uur |       | 15' Antonín Barák |          | Abdullah Khalifastadion, Doha Toeschouwers: 3.000 Scheidsrechter: Sherzod Kasimov (UZB) |

|                                                            |                      |       |                       |                                                                                         |
| 14 november Vriendschappelijk «onderlinge duels» 15:30 uur | Qatar                | 1 – 1 | IJsland               | Abdullah Khalifastadion, Doha Toeschouwers: 2.758 Scheidsrechter: Omar Al-Yaqoubi (OMA) |
| 14 november Vriendschappelijk «onderlinge duels» 15:30 uur | Mohammed Muntari 90' |       | 26' Viðar Kjartansson | Abdullah Khalifastadion, Doha Toeschouwers: 2.758 Scheidsrechter: Omar Al-Yaqoubi (OMA) |

|                                                            |                   |       |                                                   |                                                                                  |
| 14 december Vriendschappelijk «onderlinge duels» 17:30 uur | Qatar             | 1 – 2 | Liechtenstein                                     | Hamad bin Khalifastadion, Doha Toeschouwers: 50 Scheidsrechter: Ali Shaban (KUW) |
| 14 december Vriendschappelijk «onderlinge duels» 17:30 uur | Almoez Abdulla 6' |       | 29' Dennis Salanovic 90' (pen.) Michele Polverino | Hamad bin Khalifastadion, Doha Toeschouwers: 50 Scheidsrechter: Ali Shaban (KUW) |

|                                                              |                                                                   |       |       |                                                                             |
| 23 december Golf Cup of Nations «onderlinge duels» 17:30 uur | Qatar                                                             | 4 – 0 | Jemen | Al Kuwait Sports Clubstadion, Koeweit Scheidsrechter: Omar Al-Yaqoubi (OMA) |
| 23 december Golf Cup of Nations «onderlinge duels» 17:30 uur | Akram Afif 2' Almahdi Ali Mukhtar 6' Almoez Abdulla 17' Ró-Ró 84' |       |       | Al Kuwait Sports Clubstadion, Koeweit Scheidsrechter: Omar Al-Yaqoubi (OMA) |

|                                                              |                              |       |                |                                                                        |
| 26 december Golf Cup of Nations «onderlinge duels» 20:00 uur | Irak                         | 2 – 1 | Qatar          | Al Kuwait Sports Clubstadion, Koeweit Scheidsrechter: Ali Shaban (KUW) |
| 26 december Golf Cup of Nations «onderlinge duels» 20:00 uur | Ali Faez 45+1' Ali Husni 65' |       | 17' Almoez Ali | Al Kuwait Sports Clubstadion, Koeweit Scheidsrechter: Ali Shaban (KUW) |

|                                                              |                               |       |               |                                                                  |
| 29 december Golf Cup of Nations «onderlinge duels» 18:30 uur | Qatar                         | 1 – 1 | Bahrein       | Jaber Al-Ahmadstadion, Koeweit Scheidsrechter: Aziz Asimov (UZB) |
| 29 december Golf Cup of Nations «onderlinge duels» 18:30 uur | Hassan Al-Haydos 45+5' (pen.) |       | 57' Ali Madan | Jaber Al-Ahmadstadion, Koeweit Scheidsrechter: Aziz Asimov (UZB) |

### 2018
|                                                         |                                       |       |                                                   |                                                                                 |
| 21 maart Vriendschappelijk «onderlinge duels» 17:00 uur | Irak                                  | 2 – 3 | Qatar                                             | Basra Sports City, Basra Toeschouwers: 62.000 Scheidsrechter: Taher Bakar (SYR) |
| 21 maart Vriendschappelijk «onderlinge duels» 17:00 uur | Ahmed Yaseen 31' Hussein Al-Saedi 67' |       | 16' Akram Afif 45' Akram Afif 63' Ismail Mohammed | Basra Sports City, Basra Toeschouwers: 62.000 Scheidsrechter: Taher Bakar (SYR) |

|                                                         |                                    |       |                                       |                                                                                    |
| 24 maart Vriendschappelijk «onderlinge duels» 17:00 uur | Qatar                              | 2 – 2 | Syrië                                 | Basra Sports City, Basra Toeschouwers: 19.000 Scheidsrechter: Wathik Al-Baag (IRQ) |
| 24 maart Vriendschappelijk «onderlinge duels» 17:00 uur | Abdulaziz Hatem 58' Akram Afif 71' |       | 49' Omar Al-Somah 74' Zaher Al-Midani | Basra Sports City, Basra Toeschouwers: 19.000 Scheidsrechter: Wathik Al-Baag (IRQ) |

|                                                            |                |       |       |                                                                                          |
| 7 september Vriendschappelijk «onderlinge duels» 19:00 uur | Qatar          | 1 – 0 | China | Khalifa International Stadium, Doha Toeschouwers: 1.200 Scheidsrechter: Ali Shaban (KUW) |
| 7 september Vriendschappelijk «onderlinge duels» 19:00 uur | Almoez Ali 25' |       |       | Khalifa International Stadium, Doha Toeschouwers: 1.200 Scheidsrechter: Ali Shaban (KUW) |

|                                                             |                                                     |       |           |                                                                                               |
| 11 september Vriendschappelijk «onderlinge duels» 19:00 uur | Qatar                                               | 3 – 0 | Palestina | Khalifa International Stadium, Doha Toeschouwers: 1,776 Scheidsrechter: Omar Al-Yaqoubi (OMN) |
| 11 september Vriendschappelijk «onderlinge duels» 19:00 uur | Almoez Ali 3', Akram Afif 68', Hassan Al-Haydos 29' |       |           | Khalifa International Stadium, Doha Toeschouwers: 1,776 Scheidsrechter: Omar Al-Yaqoubi (OMN) |

|                                                            |                                                          |       |                                                    |                                                                                          |
| 12 oktober Vriendschappelijk № «onderling duels» 18:30 uur | Qatar                                                    | 4 – 3 | Ecuador                                            | Jassim Bin Hamadstadion, Doha Toeschouwers: 11,480 Scheidsrechter: Adham Makhadmeh (JOR) |
| 12 oktober Vriendschappelijk № «onderling duels» 18:30 uur | Akram Afif 32', Almoez Ali 33', 68' Hassan Al-Haydos 61' |       | Enner Valencia 66', 71' José Cevallos Enríquez 89' | Jassim Bin Hamadstadion, Doha Toeschouwers: 11,480 Scheidsrechter: Adham Makhadmeh (JOR) |

|                                                             |                                    |       |       |                                                                                          |
| 16 oktober Vriendschappelijk № «onderlinge duels» 19:00 uur | Oezbekistan                        | 2 – 0 | Qatar | Bunjodkorstadion, Tasjkent Toeschouwers: 12.155 Scheidsrechter: Çarymyrat Kurbanow (TKM) |
| 16 oktober Vriendschappelijk № «onderlinge duels» 19:00 uur | Odil Ahmedov 73' Marat Bikmaev 86' |       |       | Bunjodkorstadion, Tasjkent Toeschouwers: 12.155 Scheidsrechter: Çarymyrat Kurbanow (TKM) |

|                                                              |             |                |       |                                                                                  |
| 14 november Vriendschappelijk № «onderlinge duels» 19:00 uur | Zwitserland | 0 – 1          | Qatar | Stadio di Cornaredo, Lugano Toeschouwers: 4,170 Scheidsrechter: Kevin Blom (NED) |
| 14 november Vriendschappelijk № «onderlinge duels» 19:00 uur |             | Akram Afif 86' |       | Stadio di Cornaredo, Lugano Toeschouwers: 4,170 Scheidsrechter: Kevin Blom (NED) |

|                                                              |                                           |       |                                           |                                                                                |
| 18 november Vriendschappelijk № «onderlinge duels» 19:30 uur | Qatar                                     | 2 – 2 | IJsland                                   | Kehrwegstadion, Eupen Toeschouwers: 2,830 Scheidsrechter: Pol van Boekel (NED) |
| 18 november Vriendschappelijk № «onderlinge duels» 19:30 uur | Hassan Al-Haydos 3', Boulalem Khoukhi 68' |       | Saad Al Sheeb 29' Kolbeinn Sigþórsson 56' | Kehrwegstadion, Eupen Toeschouwers: 2,830 Scheidsrechter: Pol van Boekel (NED) |

|                                                              |              |       |          |                                                     |
| 25 december Vriendschappelijk № «onderlinge duels» 20:00 uur | Qatar        | 1 – 0 | Kirgizië | Khalifa International Stadium, Doha Toeschouwers: 0 |
| 25 december Vriendschappelijk № «onderlinge duels» 20:00 uur | Ali Afif 69' |       |          | Khalifa International Stadium, Doha Toeschouwers: 0 |

|                                                              |       |                      |          |                                                                                     |
| 27 december Vriendschappelijk № «onderlinge duels» 15:00 uur | Qatar | 0 – 1                | Algerije | Khalifa International Stadium, Doha Toeschouwers: onbekend Scheidsrechter: onbekend |
| 27 december Vriendschappelijk № «onderlinge duels» 15:00 uur |       | Baghdad Bounejah 55' |          | Khalifa International Stadium, Doha Toeschouwers: onbekend Scheidsrechter: onbekend |

|                                                              |                      |       |                                    |                                                                                           |
| 31 december Vriendschappelijk № «onderlinge duels» 20:00 uur | Qatar                | 1 – 2 | Iran                               | Khalifa Internationaal Stadion, Doha Toeschouwers: 0 Scheidsrechter: Qasin Al-Hatmi (OMN) |
| 31 december Vriendschappelijk № «onderlinge duels» 20:00 uur | Hassan Al-Haydos 43' |       | Mehdi Taremi 17' Sardar Azmoun 46' | Khalifa Internationaal Stadion, Doha Toeschouwers: 0 Scheidsrechter: Qasin Al-Hatmi (OMN) |

### 2019
| Aziatisch kampioenschap 2019 |
| ---------------------------- |

|                                                                     |                                   |       |         |                                                                                   |
| 9 januari Aziatisch kampioenschap 2019 «onderlinge duels» 20:00 uur | Qatar                             | 2 – 0 | Libanon | Hazza Bin Zayed Stadion, Al Ain Toeschouwers: 7.847 Scheidsrechter: Ma Ning (CHN) |
| 9 januari Aziatisch kampioenschap 2019 «onderlinge duels» 20:00 uur | Bassam Al-Rawi 65' Almoez Ali 79' |       |         | Hazza Bin Zayed Stadion, Al Ain Toeschouwers: 7.847 Scheidsrechter: Ma Ning (CHN) |

|                                                                      |             |                                                                        |       | |
| 13 januari Aziatisch kampioenschap 2019 «onderlinge duels» 15:00 uur | Noord-Korea | 0 – 6                                                                  | Qatar | Sheikh Kalifa Internationaal Stadion, Al Ain Toeschouwers: 452 Scheidsrechter: Hettilkamkanamge Perera (SRI) |
| 13 januari Aziatisch kampioenschap 2019 «onderlinge duels» 15:00 uur |             | Almoez Ali 9', 11', 55', 60' Boualem Khoukhi 43' Abdelkarim Hassan 68' |       | Sheikh Kalifa Internationaal Stadion, Al Ain Toeschouwers: 452 Scheidsrechter: Hettilkamkanamge Perera (SRI) |

|                                                                      |               |                       |       |                                                                                       |
| 17 januari Aziatisch kampioenschap 2019 «onderlinge duels» 20:00 uur | Saoedi-Arabië | 0 – 2                 | Qatar | Sjeik Zayidstadion, Abu Dhabi Toeschouwers: 16,067 Scheidsrechter: Kim Don-Jing (KOR) |
| 17 januari Aziatisch kampioenschap 2019 «onderlinge duels» 20:00 uur |               | Almoez Ali 45+1', 80' |       | Sjeik Zayidstadion, Abu Dhabi Toeschouwers: 16,067 Scheidsrechter: Kim Don-Jing (KOR) |

|                                                                                  |                    |       |      |                                                                                      |
| 22 januari Aziatisch kampioenschap 2019 1/8e Finale «onderlinge duels» 20:00 uur | Qatar              | 1 – 0 | Irak | Al Nahyanstadion, Abu Dhabi Toeschouwers: 14,701 Scheidsrechter: Muhammad Taqi (SGP) |
| 22 januari Aziatisch kampioenschap 2019 1/8e Finale «onderlinge duels» 20:00 uur | Bassam Al-Rawi 62' |       |      | Al Nahyanstadion, Abu Dhabi Toeschouwers: 14,701 Scheidsrechter: Muhammad Taqi (SGP) |

|                                                                                   |                                                                            |       |                              | |
| 29 januari Aziatisch Kampioenschap 2019 Halve Finale «onderlinge duels» 18:00 uur | Qatar                                                                      | 4 – 0 | Verenigde Arabische Emiraten | Mohammed Bin Zayidstadion, Abu Dhabi Toeschouwers: 38,646 Scheidsrechter: César Arturo Ramos (MEX) |
| 29 januari Aziatisch Kampioenschap 2019 Halve Finale «onderlinge duels» 18:00 uur | Boualem Khoukhi 22' Almoez Ali 37' Hassan Al-Haydos 80' Hamid Ismail 90+3' |       |                              | Mohammed Bin Zayidstadion, Abu Dhabi Toeschouwers: 38,646 Scheidsrechter: César Arturo Ramos (MEX) |

|                                                                               |                     |       |                                                   |                                                                                          |
| 1 februari Aziatisch Kampioenschap 2019 Finale № «onderlinge duels» 18:00 uur | Japan               | 1 – 3 | Qatar                                             | Sjeik Zayidstadion, Abu Dhabi Toeschouwers: 36.776 Scheidsrechter: Ravshan Irmatov (UZB) |
| 1 februari Aziatisch Kampioenschap 2019 Finale № «onderlinge duels» 18:00 uur | Takumi Minamino 69' |       | Almoez Ali 12' Abudlaziz Hatem 27' Akram Afif 83' | Sjeik Zayidstadion, Abu Dhabi Toeschouwers: 36.776 Scheidsrechter: Ravshan Irmatov (UZB) |

|                                                         |                                   |       |       |                                                                                      |
| 5 juni Vriendschappelijk № «onderlinge duels» 20:30 uur | Brazilië                          | 2 – 0 | Qatar | Estádio Nacional de Brasília, Toeschouwers: 34.204 Scheidsrechter: José Argote (VEN) |
| 5 juni Vriendschappelijk № «onderlinge duels» 20:30 uur | Richarlison 16' Gabriel Jesus 24' |       |       | Estádio Nacional de Brasília, Toeschouwers: 34.204 Scheidsrechter: José Argote (VEN) |

| Copa América 2019 |
| ----------------- |

|                                                          |                                      |       |                                    |                                                                                        |
| 16 juni Copa América 2019 № «onderlinge duels» 16:00 uur | Paraguay                             | 2 – 2 | Qatar                              | Maracanã Stadion, Rio de Janeiro Toeschouwers: 19.196 Scheidsrechter: Diego Haro (PER) |
| 16 juni Copa América 2019 № «onderlinge duels» 16:00 uur | Óscar Cardozo 4' Derlis González 56' |       | Almoez Ali 68' Boualem Khoukhi 77' | Maracanã Stadion, Rio de Janeiro Toeschouwers: 19.196 Scheidsrechter: Diego Haro (PER) |

|                                                          |                  |       |       |                                                                                         |
| 19 juni Copa América 2019 № «onderlinge duels» 18:30 uur | Colombia         | 1 – 0 | Qatar | Estádio do Morumbi, São Paulo Toeschouwers: 22.079 Scheidsrechter: Alexis Herrera (VEN) |
| 19 juni Copa América 2019 № «onderlinge duels» 18:30 uur | Duván Zapata 86' |       |       | Estádio do Morumbi, São Paulo Toeschouwers: 22.079 Scheidsrechter: Alexis Herrera (VEN) |

|                                                          |       |                                       |            |                                                                                         |
| 23 juni Copa América 2019 № «onderlinge duels» 16:00 uur | Qatar | 0 – 2                                 | Argentinië | Arena do Grêmio, Porto Alegre Toeschouwers: 41.390 Scheidsrechter: Julio Bascuñán (CHI) |
| 23 juni Copa América 2019 № «onderlinge duels» 16:00 uur |       | Lautaro Martínez 4' Sergio Agüero 82' |            | Arena do Grêmio, Porto Alegre Toeschouwers: 41.390 Scheidsrechter: Julio Bascuñán (CHI) |

|                                                                 |                                                                                        |       |             |                                                                                      |
| 5 september Kwalificatie WK 2022 № «onderlinge duels» 19:30 uur | Qatar                                                                                  | 6 – 0 | Afghanistan | Jassim Bin Hamadstadion, Doha Toeschouwers: 10.950 Scheidsrechter: Aziz Asimov (UZB) |
| 5 september Kwalificatie WK 2022 № «onderlinge duels» 19:30 uur | Almoez Ali 4', 10', 51' Hassan Al-Haydos 13' Abdelkarim Hassan 34' Boualem Khoukhi 67' |       |             | Jassim Bin Hamadstadion, Doha Toeschouwers: 10.950 Scheidsrechter: Aziz Asimov (UZB) |

|                                                                  |       |       |       |                                                                                           |
| 10 september Kwalificatie WK 2022 № «onderlinge duels» 19:30 uur | India | 0 – 0 | Qatar | Jassim Bin Hamadstadion, Doha Toeschouwers: 12.020 Scheidsrechter: Nazmi Nasaruddin (MAS) |
| 10 september Kwalificatie WK 2022 № «onderlinge duels» 19:30 uur |       |       |       | Jassim Bin Hamadstadion, Doha Toeschouwers: 12.020 Scheidsrechter: Nazmi Nasaruddin (MAS) |

|                                                                |            |                                         |       |                                                                                               |
| 10 oktober Kwalificatie WK 2022 № «onderligne duels» 19:00 uur | Bangladesh | 0 – 2                                   | Qatar | Bangabandhu Nationaal Stadion, Dhaka Toeschouwers: 24.570 Scheidsrechter: Bijan Heidari (IRN) |
| 10 oktober Kwalificatie WK 2022 № «onderligne duels» 19:00 uur |            | Yusuf Abdurisag 28' Karim Boudiaf 90+2' |       | Bangabandhu Nationaal Stadion, Dhaka Toeschouwers: 24.570 Scheidsrechter: Bijan Heidari (IRN) |

|                                                                |                              |       |                    |                                                                                  |
| 15 oktober Kwalificatie WK 2022 № «onderlinge duels» 19:30 uur | Qatar                        | 2 – 1 | Oman               | Jassim Bin Hamadstadion, Doha Toeschouwers: 26.731 Scheidsrechter: Fu Ming (CHN) |
| 15 oktober Kwalificatie WK 2022 № «onderlinge duels» 19:30 uur | Akram Afif 2' Almoez Ali 71' |       | Rabia Al-Alawi 63' | Jassim Bin Hamadstadion, Doha Toeschouwers: 26.731 Scheidsrechter: Fu Ming (CHN) |

|                                                              |                                           |       |           |                                                                         |
| 14 november Vriendschappelijk № «onderlinge duels» 20:30 uur | Qatar                                     | 2 – 0 | Singapore | Abdullah bin Khalifastadion, Doha Scheidsrechter: Amhar Ashkanani (KUW) |
| 14 november Vriendschappelijk № «onderlinge duels» 20:30 uur | Mohammed Muntari 31' Shahdan Sulaiman 43' |       |           | Abdullah bin Khalifastadion, Doha Scheidsrechter: Amhar Ashkanani (KUW) |

|                                                                 |             |                |       |                                                                                  |
| 19 november Kwalificatie WK 2022 № «onderlinge duels» 19:00 uur | Afghanistan | 0 – 1          | Qatar | Pamirstadion, Doesjanbe Toeschouwers: 6.000 Scheidsrechter: Timur Fazullin (KGZ) |
| 19 november Kwalificatie WK 2022 № «onderlinge duels» 19:00 uur |             | Akram Afif 76' |       | Pamirstadion, Doesjanbe Toeschouwers: 6.000 Scheidsrechter: Timur Fazullin (KGZ) |

|                                                                     |                     |       |                               |                                                                                                |
| 26 november Golf Cup of Nations 2019 № «onderligne duels» 19:30 uur | Qatar               | 1 – 2 | Irak                          | Khalifa Internationaal Stadion, Doha Toeschouwers: 37.890 Scheidsrechter: Lionel Tschudi (SUI) |
| 26 november Golf Cup of Nations 2019 № «onderligne duels» 19:30 uur | Abdulaziz Hatem 49' |       | Mohammed Qasim Majid 19', 27' | Khalifa Internationaal Stadion, Doha Toeschouwers: 37.890 Scheidsrechter: Lionel Tschudi (SUI) |

|                                                                     |       |                                                                                     |       |                                                                                            |
| 29 november Golf Cup of Nations 2019 № «onderlinge duels» 20:00 uur | Jemen | 0 – 6                                                                               | Qatar | Khalifa Internationaal Stadion, Doha Toeschouwers: 26.392 Scheidsrechter: Ali Shaban (KUW) |
| 29 november Golf Cup of Nations 2019 № «onderlinge duels» 20:00 uur |       | Abdelkarim Hassan 29', 36', 72' Almoez Ali 57' Abdullah Al-Ahrak 85' Akram Afif 90' |       | Khalifa Internationaal Stadion, Doha Toeschouwers: 26.392 Scheidsrechter: Ali Shaban (KUW) |

QFA · A-internationals · Bondscoaches · Statistieken · Qatarees vrouwenelftal · Qatar U21 · Qatar U20 · Qatar U19 · Qatar U18 · Qatar U17
1970 – 1979 ·
1980 – 1989 ·
1990 – 1999 ·
2000 – 2009 ·
2010 – 2019 ·
2020 − 2029
OS 1984 · 
OS 1992
1970 · 
1971 · 
1972 · 
1973 · 
1974 · 
1975 · 
1976 · 
1977 · 
1978 · 
1979 · 
1980 · 
1981 · 
1982 · 
1983 · 
1984 · 
1985 · 
1986 · 
1987 · 
1988 · 
1989 · 
1990 · 
1991 · 
1992 · 
1993 · 
1994 · 
1995 · 
1996 · 
1997 · 
1998 · 
1999 · 
2000 · 
2001 · 
2002 · 
2003 · 
2004 · 
2005 · 
2006 · 
2007 · 
2008 · 
2009 · 
2010 · 
2011 · 
2012 · 
2013 · 
2014 ·
2015 ·
2016 ·
2017 ·
2018 ·
2019 ·
2020 ·
2021 ·
2022 ·
2023 ·
2024
Afghanistan ·
Albanië ·
Algerije ·
Andorra ·
Argentinië ·
Australië ·
Azerbeidzjan ·
Bahrein ·
Bangladesh ·
België ·
Bhutan ·
Bosnië en Herzegovina ·
Brazilië .
Bulgarije ·
Burkina Faso ·
Cambodja ·
Canada ·
Chili ·
China ·
Colombia ·
Congo-Kinshasa ·
Costa Rica ·
Curaçao ·
Ecuador ·
Egypte ·
El Salvador ·
Estland ·
Filipijnen ·
Finland ·
Georgië ·
Ghana ·
Grenada ·
Griekenland ·
Guatemala ·
Haïti ·
Honduras ·
Hongarije ·
Hongkong ·
Ierland ·
IJsland ·
India ·
Indonesië ·
Irak ·
Iran ·
Ivoorkust ·
Jamaica ·
Japan ·
Jemen ·
Jordanië ·
Kazachstan ·
Kenia ·
Kirgizië ·
Koeweit ·
Kroatië ·
Laos ·
Letland ·
Libanon ·
Libië ·
Liechtenstein ·
Luxemburg ·
Malediven ·
Maleisië ·
Mali ·
Malta ·
Marokko ·
Mauritius ·
Mexico ·
Moldavië ·
Myanmar ·
Nederland ·
Nieuw-Zeeland ·
Noord-Ierland ·
Noord-Korea ·
Noord-Macedonië ·
Noorwegen ·
Oezbekistan ·
Oman ·
Pakistan ·
Palestina ·
Panama ·
Paraguay ·
Peru ·
Portugal ·
Rusland ·
Saoedi-Arabië ·
Schotland ·
Senegal ·
Servië ·
Singapore ·
Slovenië ·
Soedan ·
Sri Lanka ·
Syrië ·
Tadzjikistan ·
Thailand ·
Tsjechië ·
Tunesië ·
Turkije · 
Turkmenistan ·
Verenigde Arabische Emiraten ·
Verenigde Staten ·
Vietnam ·
Wales ·
Zimbabwe ·
Zuid-Korea ·
Zweden ·
Zwitserland
Ecuador (2022) ·
Nederland (2022)
AFC-zone: Afghanistan · Australië · Bahrein · Bangladesh · Bhutan · Brunei · Cambodja · China · Chinees Taipei · Filipijnen · Guam · Hongkong · India · Indonesië · Iran · Irak · Japan · Jemen · Jordanië · Koeweit · Kirgizië · Laos · Libanon · Macau · Maleisië · Maldiven · Mongolië · Myanmar · Nepal · Noord-Korea · Oezbekistan · Oman · Oost-Timor · Pakistan · Palestina · Qatar · Saoedi-Arabië · Singapore · Sri Lanka · Syrië · Tadjikistan · Thailand · Turkmenistan · Verenigde Arabische Emiraten · Vietnam · Zuid-Korea

CAF-zone: Algerije · Angola · Benin · Botswana · Burkina Faso · Burundi · Centraal-Afrikaanse Republiek · Comoren · Congo-Brazzaville · Congo-Kinshasa · Djibouti · Egypte · Equatoriaal-Guinea · Eritrea · Ethiopië · Gabon · Gambia · Ghana · Guinee · Guinee-Bissau · Ivoorkust · Kaapverdië · Kameroen · Kenia · Lesotho · Liberia · Libië · Madagaskar · Malawi · Mali · Mauritanië · Mauritius · Marokko · Mozambique · Namibië · Niger · Nigeria · Oeganda · Rwanda · Sao Tomé en Principe · Senegal · Seychellen · Sierra Leone · Soedan · Somalië · Swaziland · Tanzania · Togo · Tsjaad · Tunesië · Zambia · Zimbabwe · Zuid-Afrika · Zuid-Soedan 

CONCACAF-zone: Amerikaanse Maagdeneilanden · Anguilla · Antigua en Barbuda · Aruba · Bahama's · Barbados · Belize · Bermuda · Britse Maagdeneilanden · Canada · Kaaimaneilanden · Costa Rica · Cuba · Curaçao · Dominica · Dominicaanse Republiek · El Salvador · Frans Guyana · Grenada · Guadeloupe · Guatemala · Guyana · Haïti · Honduras · Jamaica · Martinique · Mexico · Montserrat · 
Nicaragua · Panama · Puerto Rico · Saint Kitts en Nevis · Saint Lucia · Saint Vincent en de Grenadines · Sint Maarten · Suriname · Trinidad en Tobago · Turks- en Caicoseilanden · Verenigde Staten

CONMEBOL-zone: Argentinië · Bolivia · Brazilië · Chili · Colombia · Ecuador · Paraguay · Peru · Uruguay · Venezuela

OFC-zone: Amerikaans-Samoa · Cookeilanden · Fiji · Nieuw-Caledonië · Nieuw-Zeeland · Papoea-Nieuw-Guinea · Samoa · Salomoneilanden · Tahiti · Tonga · Vanuatu

UEFA-zone: Albanië · Andorra · Armenië · Azerbeidzjan · België · Bosnië en Herzegovina · Bulgarije · Cyprus · Denemarken · Duitsland · Engeland · Estland · Faeröer · Finland · Frankrijk · Georgië · Gibraltar · Griekenland · Hongarije · IJsland · Ierland · Israël · Italië · Kazachstan · Kosovo · Kroatië · Letland · Liechtenstein · Litouwen · Luxemburg · Macedonië · Malta · Moldavië · Montenegro · Nederland · Noord-Ierland · Noorwegen · Oekraïne · Oostenrijk · Polen · Portugal · Roemenië · Rusland · San Marino · Schotland · Servië · Slovenië · Slowakije · Spanje · Tsjechië · Turkije · Wales · Wit-Rusland · Zweden · Zwitserland